# 마다가스카르긴날개박쥐
마다가스카르긴날개박쥐(Miniopterus brachytragos)는 긴가락박쥐과에 속하는 박쥐의 일종이다. 마다가스카르섬의 토착종이다.

## 특징
작은 박쥐로 전체 몸길이는 83~92mm, 전완장은 35~38mm이다. 꼬리 길이는 38~43mm, 발 길이는 5~6mm, 귀 길이는 9~11mm이다. 몸무게는 최대 6.3g이다.